# 율리아나 파샤
율리아나 파샤(Juliana Pasha, 1980년 5월 20일 ~ )는 알바니아의 가수이다. 2010년에 시장으로부터 Honorary Citizen Award of Burrel을 수상했다. 2010년 유로비전에 출전하여 "Sa e shite zemren"라는 곡으로 "Kenga Magjike" 페스티벌에서 1위를 차지했다.